# Robert Dumontois
Robert Dumontois (født 6. august 1941 i Lyon, død 15. juni 2022) var en fransk roer.

## Rokarriere
Dumontois roede for Cercle de l’Aviron de Lyon og kom ved OL 1960 i Rom med i den franske firer med styrmand sammen med Claude Martin, Jacques Morel, Guy Nosbaum og styrmand Jean Klein. Franskmændene blev blot nummer tre i indledende heat, men kvalificerede sig til semifinalen med sejr i opsamlingsheatet. I semifinalen blev de nummer to efter den tyske både, og i finalen var tyskerne igen bedst og sikrede sig guldet, mens Dumontois og hans hold fik sølv og italienerne bronze.
Han skiftede derpå til otteren og var her med til at vinde EM-bronze i 1961 og VM-bronze i 1962.
Han deltog også ved OL 1964 i Tokyo i otteren, der sluttede på syvendepladsen.

## OL-medaljer
- 1960:  Sølv i firer med styrmand